# Belgische gemeenteraadsverkiezingen 1921
De Belgische gemeenteraadsverkiezingen van 1921 vonden plaats op zondag 24 april 1921. De vorige gemeenteraadsverkiezingen vonden plaats op 15 oktober 1911 en de volgende gemeenteraadsverkiezingen vonden plaats op zondag 10 oktober 1926.
De gemeenteraden van alle 2.636 Belgische gemeenten werden verkozen.

## Wetgeving
Het kiesstelsel van de gemeenteraadsverkiezingen werd in 1920 aangepast om overeen te komen met het nieuwe systeem voor de parlementsverkiezingen ingevoerd in 1899: evenredige vertegenwoordiging met een gelijke legislatuur, in plaats van een meerderheidsstelsel met gedeeltelijke vernieuwing van telkens de helft van de gemeenteraad. De proportionele toewijzing van zetels werd naar het voorstel van senator Pierre Imperiali (1874-1940) tevens burgemeester van Soheit-Tinlot als de methode-Imperiali ingevoerd.
Het waren de allereerste verkiezingen waar alle vrouwen in België mochten aan deelnemen.
- Vrouwen kregen stemrecht (en dus ook stemplicht) door de wet op de gemeentelijke verkiezingen van 15 april 1920.
- De wet van 19 februari 1921 maakte vrouwen ook verkiesbaar tot gemeenteraadslid.
- De wet van 27 augustus 1921 (die dus ná de verkiezingen kwam) maakte het voor vrouwen mogelijk benoemd te worden tot burgemeester of schepen (mits toestemming van de echtgenoot als ze getrouwd waren).

## Uitslagen

### Vrouwelijke vertegenwoordiging
In een meerderheid van de gemeenten was er geen enkele vrouwelijke kandidate. Er werden slechts in 146 gemeenteraden vrouwen verkozen, met in totaal 196 vrouwelijke gemeenteraadsleden in heel België.
Er werden wel zes vrouwelijke burgemeesters benoemd:
- Léonie Keingiaert de Gheluvelt in het West-Vlaamse Geluveld (met een kandidatenlijst zonder tegenkandidaten, dus zonder stemming verkozen)
- Isabella Segers in Appels
- Barones de Bruges de Gerpinnes, geboren Marie Ghislaine, in Weillen
- Marie Carlier-Renard in Thimougies
- Een jaar later werd Rose Vanderwarden-Losseau burgemeester in Willaupuis
- Amelia Brocken in Emblem

### Steden
In Antwerpen waren katholieken (31,3%), socialisten (29,1%) en liberalen (28,2%) quasi even groot. FrontPartij/VNV kreeg 7,9% stemmen. Katholieken en socialisten vormden het bestuur: Frans Van Cauwelaert werd burgemeester en socialist Camille Huysmans werd schepen.
In Brussel (dat bij wet van 30 maart 1921 uitgebreid werd door fusie met Laken, Haren en Neder-Over-Heembeek) werden 45 gemeenteraadsleden verkozen: 17 katholieken, 14 liberalen en 14 socialisten. Adolphe Max (Liberale Partij) bleef burgemeester.
In Kortrijk werden 23 gemeenteraadsleden verkozen. Lijsttrekkers waren Georges Vercruysse (lijst 1: katholiek), Robert Gillon (lijst 2: liberaal), Weyts (lijst 3) en Vandenbroucke (lijst 4). De katholieken behielden met Vercruysse het burgemeesterschap.
In Luik werden 39 gemeenteraadsleden verkozen: 16 socialisten, 12 katholieken en 11 liberalen. Liberaal Émile Digneffe werd burgemeester.